# Spjutsbygd
Spjutsbygd ist eine Ortschaft (Tätort) in der Gemeinde Karlskrona in der südschwedischen Provinz Blekinge län und der historischen Provinz Blekinge. 

## Hintergrund
Spjutsbygd hat weniger als 400 Einwohner und liegt weniger als 20 Kilometer nördlich des Stadtzentrums von Karlskrona, dem Hauptort der gleichnamigen Gemeinde. Am Ort führt der Riksväg 28 vorbei, der Karlskrona mit Kosta verbindet und wenige Kilometer später in der Nähe von Lenhovda am Riksväg 31 endet. 
Es wird angenommen, dass der Ortsname sich vom altnordischen Vornamen „Spjut“ ableitet.
Spjutsbygd ist Heimat des IF Trion, dessen Frauenmannschaft zeitweise in der Damallsvenskan antrat. Der Spjutsbygds idrottsplats liegt im Osten des Ortes.